# Michael Raum

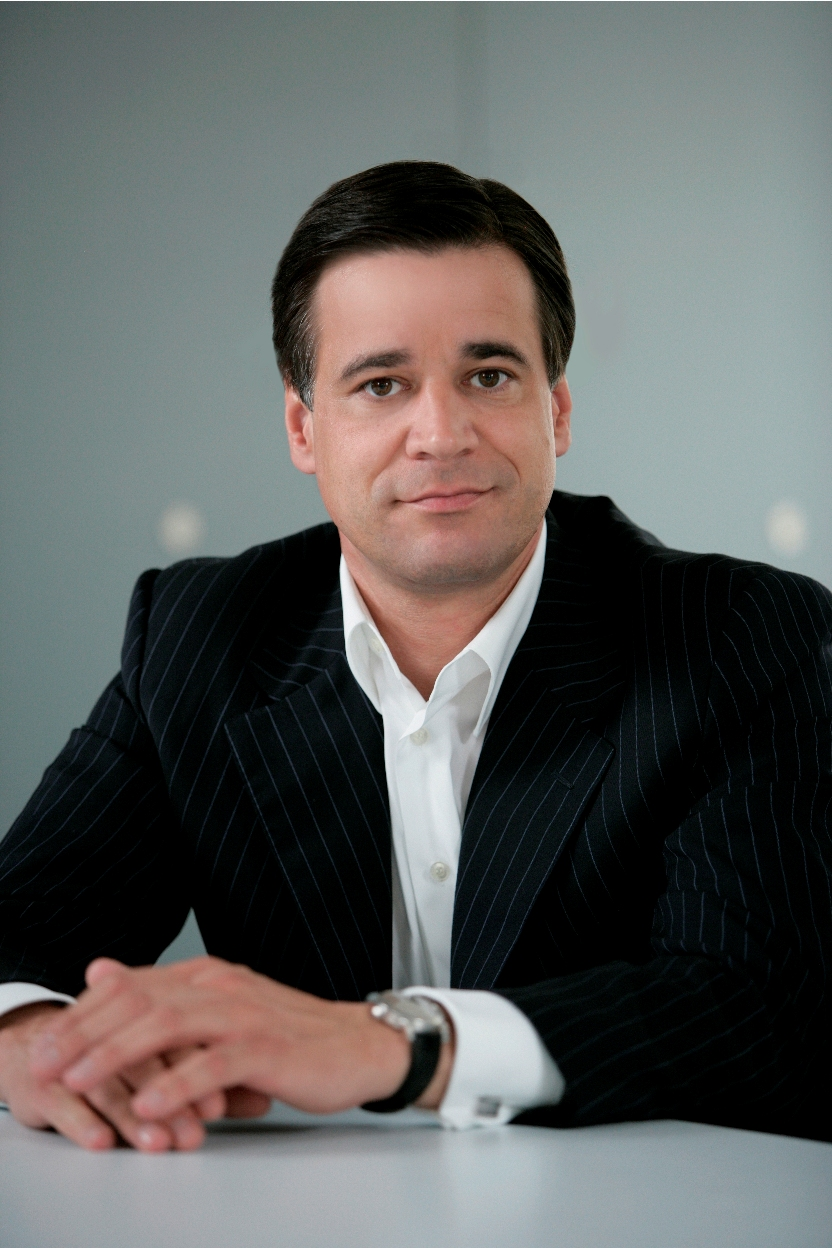
Michael Raum

Michael Raum (* 21. Dezember 1965 in Nürnberg) ist ein deutscher Unternehmer und Firmengründer der Sellbytel Group GmbH.

## Leben
1988 gründete Michael Raum in Nürnberg das heutige Unternehmen SELLBYTEL. Seitdem ist er als Vorsitzender der Geschäftsführung verantwortlich für die Entwicklung des Outsourcing-Dienstleisters für Sales, Service, Support und Human Resources. 
Seit Einbindung von BBDO Worldwide als Mehrheitseigner im Jahr 1994 wurde Michael Raum Mitglied des Management Board der BBDO Germany GmbH. 1998 begann Raum mit der Internationalisierung des Unternehmens, gründete eine französische Tochtergesellschaft und eröffnete ein Service-Center in Lyon. 2006 verkaufte Raum das Unternehmen SELLBYTEL an die deutsche Tochtergesellschaft von BBDO und erhöhte seine Beteiligung an BBDO Deutschland. Im März 2007 wurde Michael Raum in das BBDO Worldwide Board mit Sitz in New York berufen.
Im September 2018 übernahm der Finanzinvestor  KKR (Kohlberg Kravis Roberts & Co.) gemeinsam mit der französischen Webhelp-Gruppe die SELLBYTEL Group. Michael Raum hat zu Ende August 2019 seine Funktion als Chairman abgegeben. Seit Januar 2019 ist er Venture Capitalist und Business Advisor. Zudem ist er in unterschiedlichen Wirtschaftsgremien vertreten. Er ist als Aufsichtsrat in unterschiedlichen Unternehmen tätig.
Raum ist verheiratet und Vater von drei Kindern. Er lebt in Nürnberg-Erlenstegen.

## Gegründete Unternehmen
- SELLBYTEL: Customer Service und Backoffice-Lösungen
- Livingbrands: Vertriebslösungen
- Helpbycom: Technischer Support
- Invires: Home Office Solutions
- Righthead: Human Resources
- Aha!Talentexperts: Training und Coaching

## Auszeichnungen
- 1999 wurde Michael Raum als Entrepreneur des Jahres im Bereich Dienstleistungen ausgezeichnet.[4]